# Kriva Palanka
Pour les articles homonymes, voir Palanka.
Kriva Palanka (en macédonien : Крива Паланка, prononcé [ˌkriːva ˈpalaŋka] ) est une commune et une ville du nord-est de la Macédoine du Nord. La commune comptait 18 059 habitants en 2021 et s'étend sur 480,81 km2. La ville en elle-même comptait alors 13 481 habitants, le reste de la population étant réparti dans les villages alentour.
Kriva Palanka est située le long de la rivière Kriva, à proximité de la frontière bulgare et sur la route qui relie Skopje à Sofia. Une ligne ferroviaire est en construction entre les deux capitales et desservira Kriva Palanka.
Le nom de la ville vient de celui de la rivière Kriva, qui signifie « courbe », tandis que « Palanka » est un mot slave qui signifie « ville ». Sous la domination ottomane, la ville s’appelait Egri Dere, qui signifie également « rivière courbe » en turc.

## Géographie

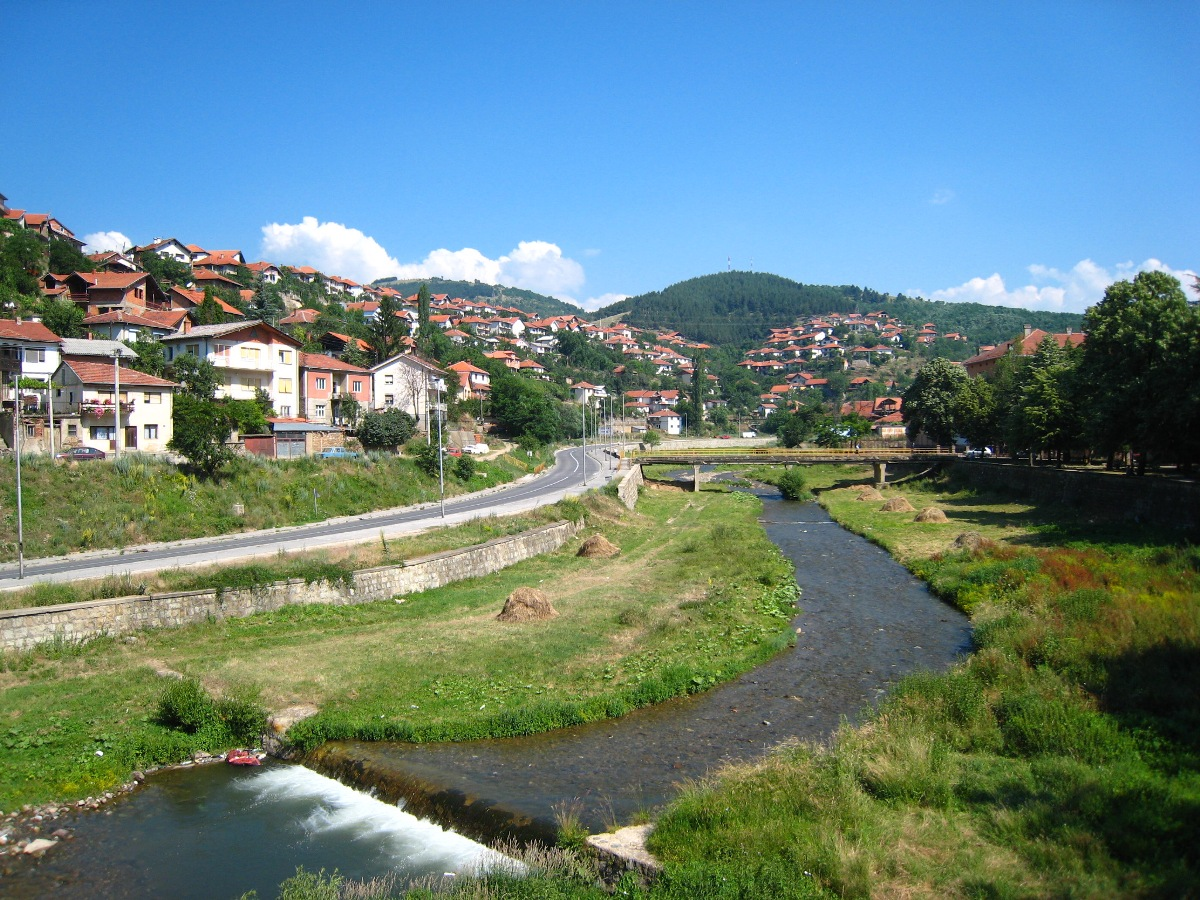
La rivière Kriva, la ville et les montagnes.

La commune se trouve au nord-est de la Macédoine du Nord et elle est limitrophe de la Serbie au nord et de la Bulgarie à l'est. Son territoire est partagé sur plusieurs régions naturelles différentes. Le nord s'étend sur le massif de Guerman, qui marque la frontière avec la Serbie, et le sud recouvre une partie de la chaîne de l'Osogovo, au relief plus prononcé. Au milieu se trouve la vallée de la rivière Kriva. Cette dernière prend sa source dans l'Osogovo, à l'extrémité sud-est de la commune, coule vers le nord, puis en direction de l'ouest. Elle possède de nombreux petits affluents.
La commune connaît un climat continental modéré avec des hivers froids et des étés chauds, avec des influences de la mer Égée. Kriva Palanka connaît d'importantes précipitations et la neige tombe à partir du 30 novembre, en moyenne. Les sommets de l'Osogovo restent enneigés jusqu'en juin/juillet. L'importance des vents, venant de toutes les directions, fait que le brouillard est rare.
La commune est couverte à 36,47 % de forêts, principalement composées de hêtres. 40 % appartiennent à l'État. De grandes surfaces de forêts de conifères ont été détruites pendant la domination turque pour créer des terres arables et pour les besoins de l'activité minière. Les animaux les plus courants sont le loup, le renard, le lapin, le chevreuil, le sanglier, le hérisson et la tortue. L'ours a disparu de la commune en 1891. Parmi les oiseaux, on trouve le rossignol, le hibou, le corbeau, l'épervier, le faucon et l'aigle.
Le massif de l'Osogovo est riche en métaux : plomb, zinc, antimoine, cuivre, argent et or. Les mines de Kriva Palanka ne sont toutefois plus en activité.

## Localités de la commune
En plus de la ville de Kriva Palanka, la commune de Kriva Palanka compte 33 localités :
- B's
- Bachtevo
- Borovo
- Varovichté
- Gabar
- Golema Tsrtsoriya
- Gradets
- Dlabotchitsa
- Dobrovnitsa
- Drenak
- Drényé
- Douratchka Reka
- Jidilovo
- Kiselitsa
- Konopnitsa
- Kostour
- Kochari
- Krklya
- Krstov Dol
- Lozanovo
- Louké
- Mala Tsrtsoriya
- Martinitsa
- Météjévo
- Mojdivnyak
- Nerav
- Ogout
- Ossitché
- Podrji Kony
- Stantsi
- T'lmintsi
- Trnovo
- Ouzem

## Histoire

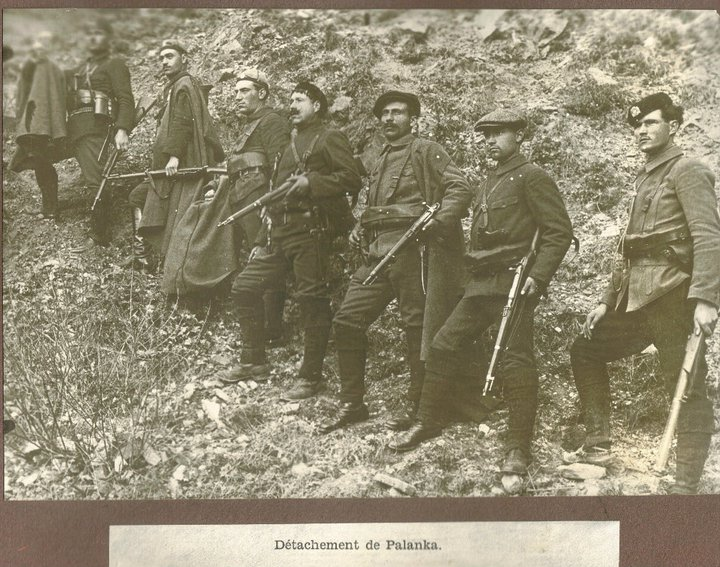
Détachement du VMRO de Palanka vers 1920.

Kriva Palanka est une des plus jeunes villes macédoniennes, elle a été fondée par le vizir du sultan Murat Ier en 1633. C'est au départ une forteresse accompagnée d'une petite bourgade. Lors de la grande guerre turque, en 1689, la ville et sa forteresse sont prises par la population slave locale alliée aux troupes autrichiennes. Les Ottomans reprennent vite du terrain et retrouvent le contrôle de la ville la même année.
Des habitants de Kriva Palanka participent, comme de nombreux Macédoniens, à l'insurrection d'Ilinden, dirigée contre le pouvoir ottoman en 1903. En 1912, la région devient serbe, puis elle est envahie par les Bulgares en 1915. En 1918, elle retrouve la domination serbe et intègre le nouveau royaume des Serbes, Croates et Slovènes. Pendant l'entre-deux-guerres, la région, isolée, ne connaît pas de développement économique et une part importante de la population émigre, notamment vers les États-Unis.
Pendant la Seconde Guerre mondiale, les habitants de Kriva Palanka participent largement aux combats en soutenant les Communistes. La ville perd 139 soldats et 128 civils. Après sa libération, le 8 octobre 1944, Kriva Palanka se développe largement, grâce aux réformes socialistes. En 1991, après la déclaration d'indépendance de la Macédoine, Kriva Palanka est la première commune du pays à obtenir un conseil multipartite.

## Administration
La commune est administrée par un conseil municipal élu au suffrage universel tous les quatre ans. Il adopte les plans d'urbanisme, accorde les permis de construire, planifie le développement économique local, protège l'environnement, prend des initiatives culturelles et supervise l'enseignement primaire. Il compte 19 conseillers municipaux.
Le pouvoir exécutif est détenu par le maire, lui aussi élu au suffrage universel. Depuis 2021, le maire de Kriva Palanka est Saško Mitovski, membre de l'Union sociale-démocrate de Macédoine.

## Démographie
Lors du recensement de 2002, la commune comptait :
- Macédoniens : 19 998 (96,1 %)
- Roms : 668 (3,2 %)
- Serbes : 103 (0,5 %)
- Valaques : 3
- Turcs : 2
- Bosniaques : 2
- Autres : 44

La ville seule comptait quant à elle :
- Macédoniens : 13 758 (97 %)
- Roms : 560
- Serbes : 88
- Turcs : 2
- Valaques : 2
- Bosniaques : 1
- autres : 39

## Patrimoine historique et naturel
La commune compte plusieurs sites archéologiques, comme des sites néolithiques et les ruines d'une ville médiévale, Gradec. La ville en elle-même possède toujours sa forteresse ottomane, construite en 1633, son vieux-bazar, composé de maisons traditionnelles à balcons et à porches et de petits magasins. Le lieu le plus renommé est toutefois le monastère d'Osogovo, fondé au XIIe siècle et l'un des plus beaux du pays.
La commune se trouve sur le massif de l'Osogovo, qui culmine à 2 252 mètres d'altitude. Il compte notamment des forêts, des sources et des rivières.
Kriva Palanka est la ville de Joachim Krčovski, l'un de premiers auteurs macédoniens, qui a vécu au début du XIXe siècle.

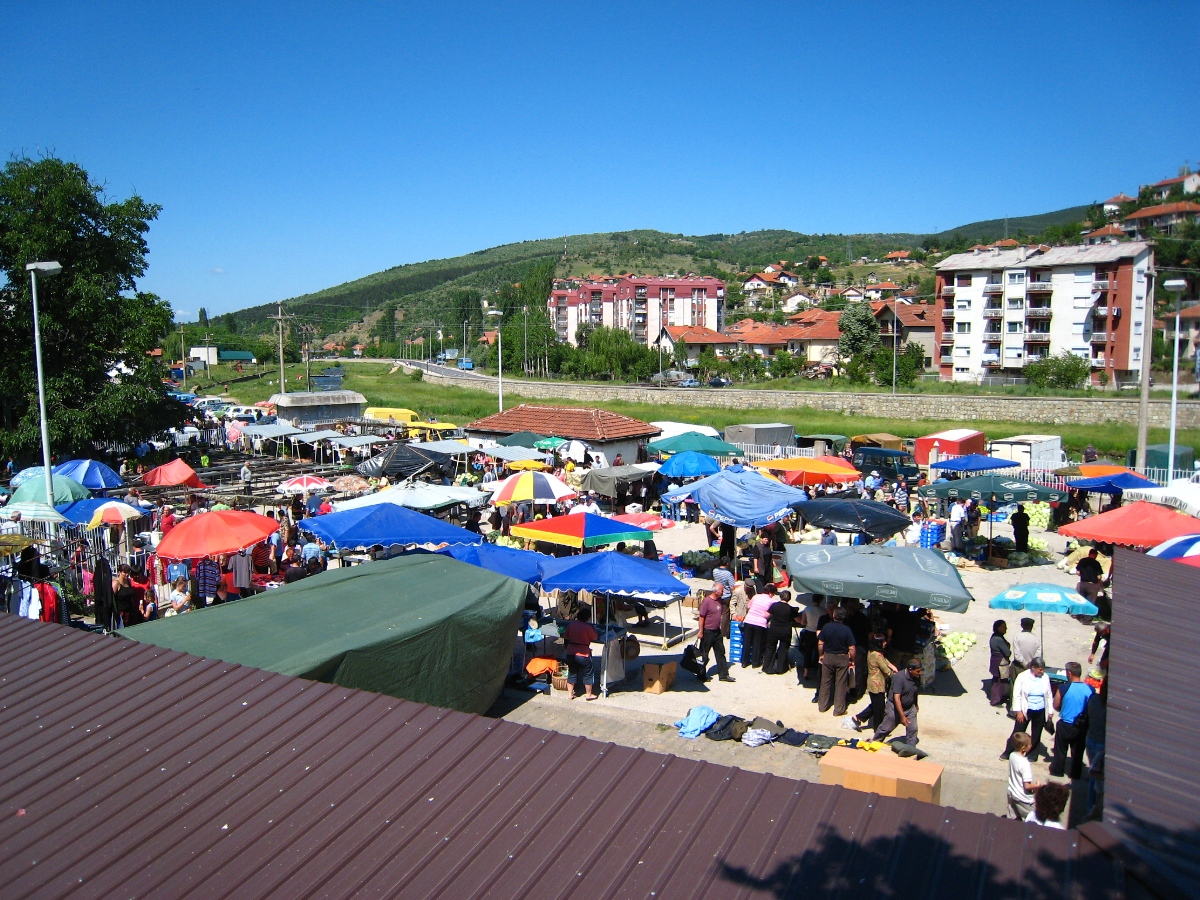
La place du marché.
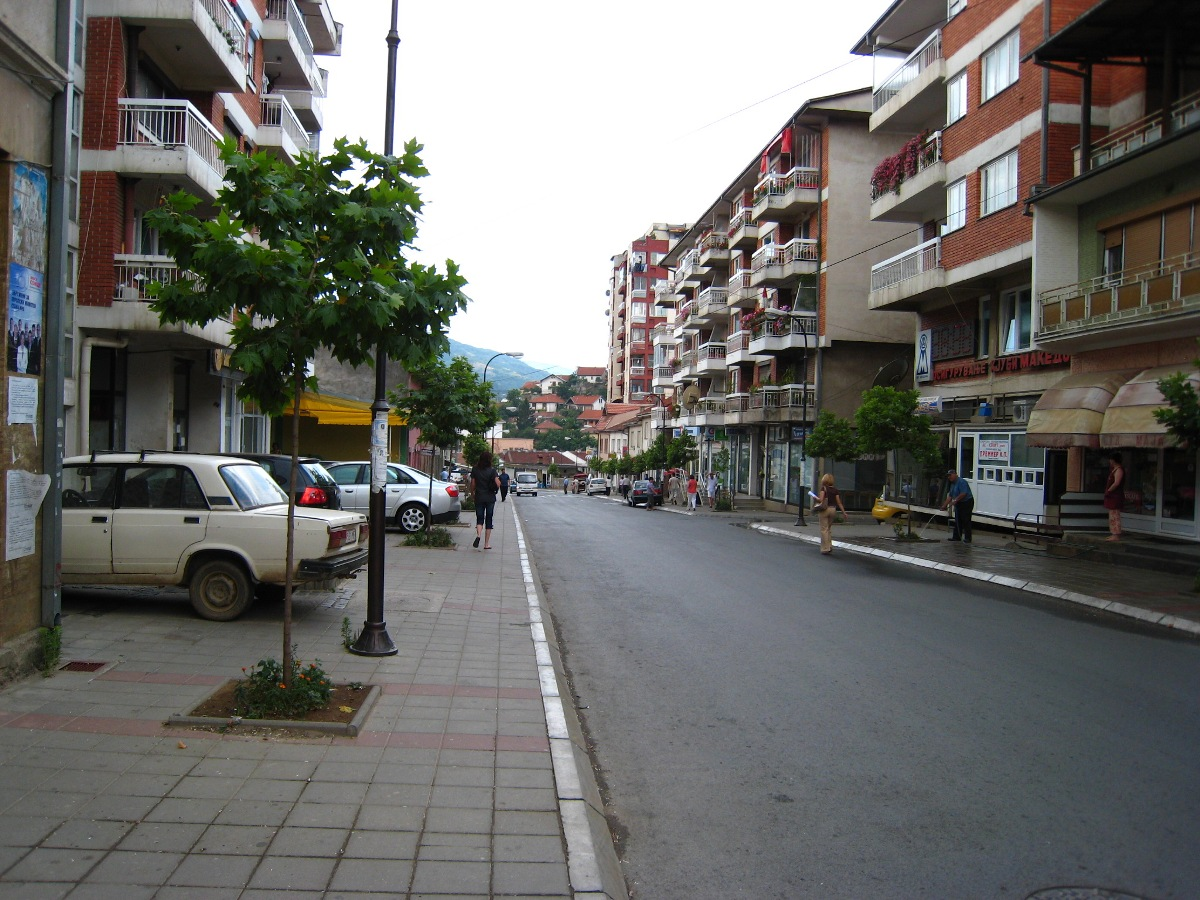
La rue principale.
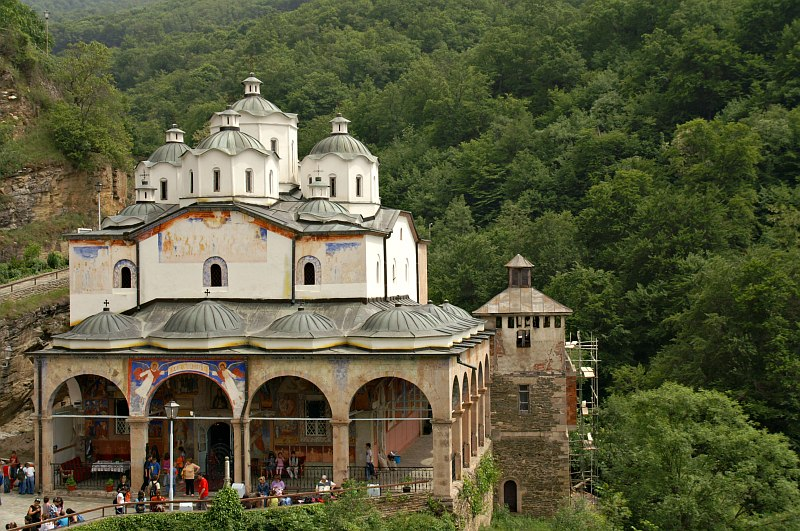
Le monastère d'Osogovo.
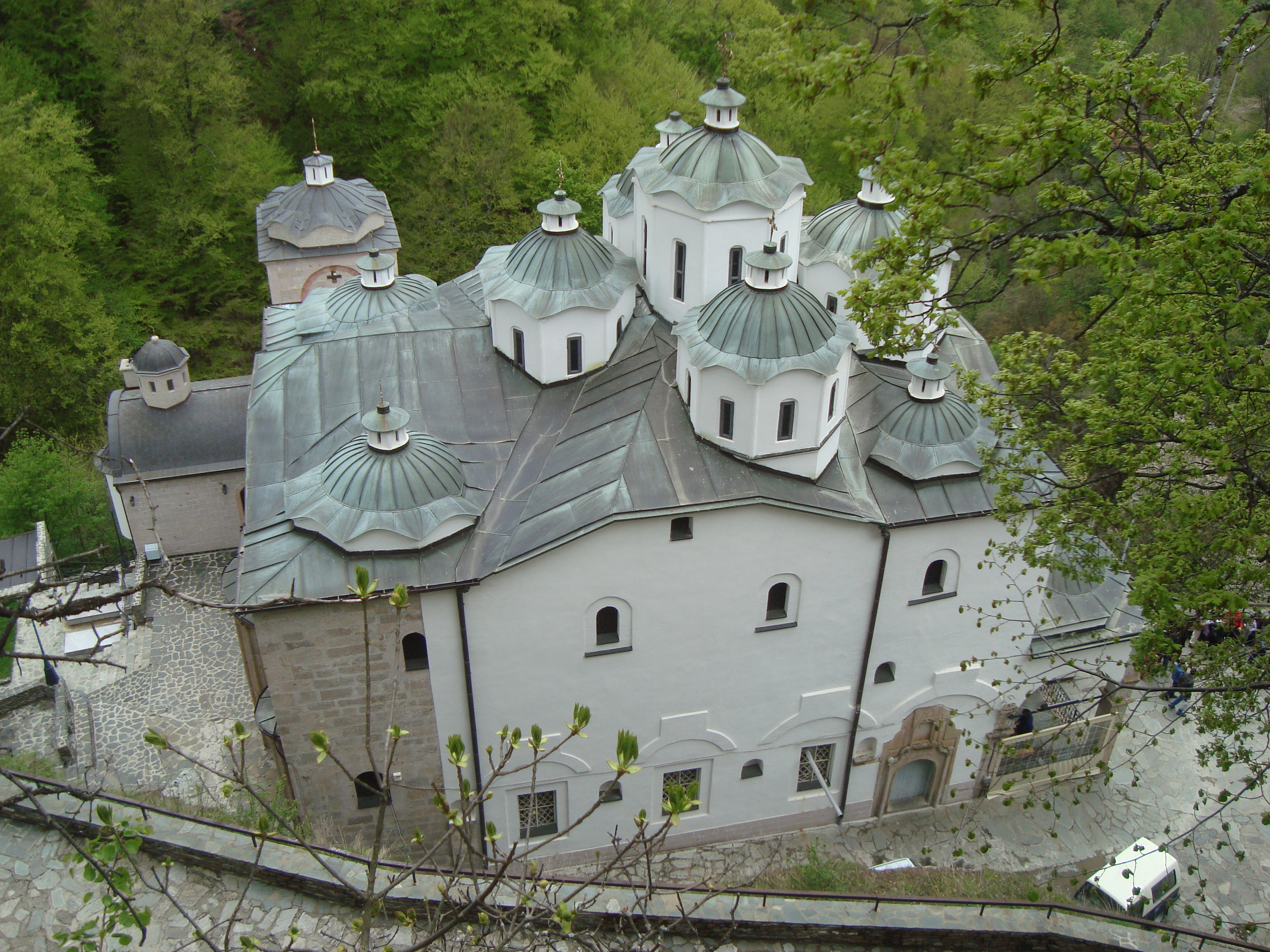
Le monastère d'Osogovo.
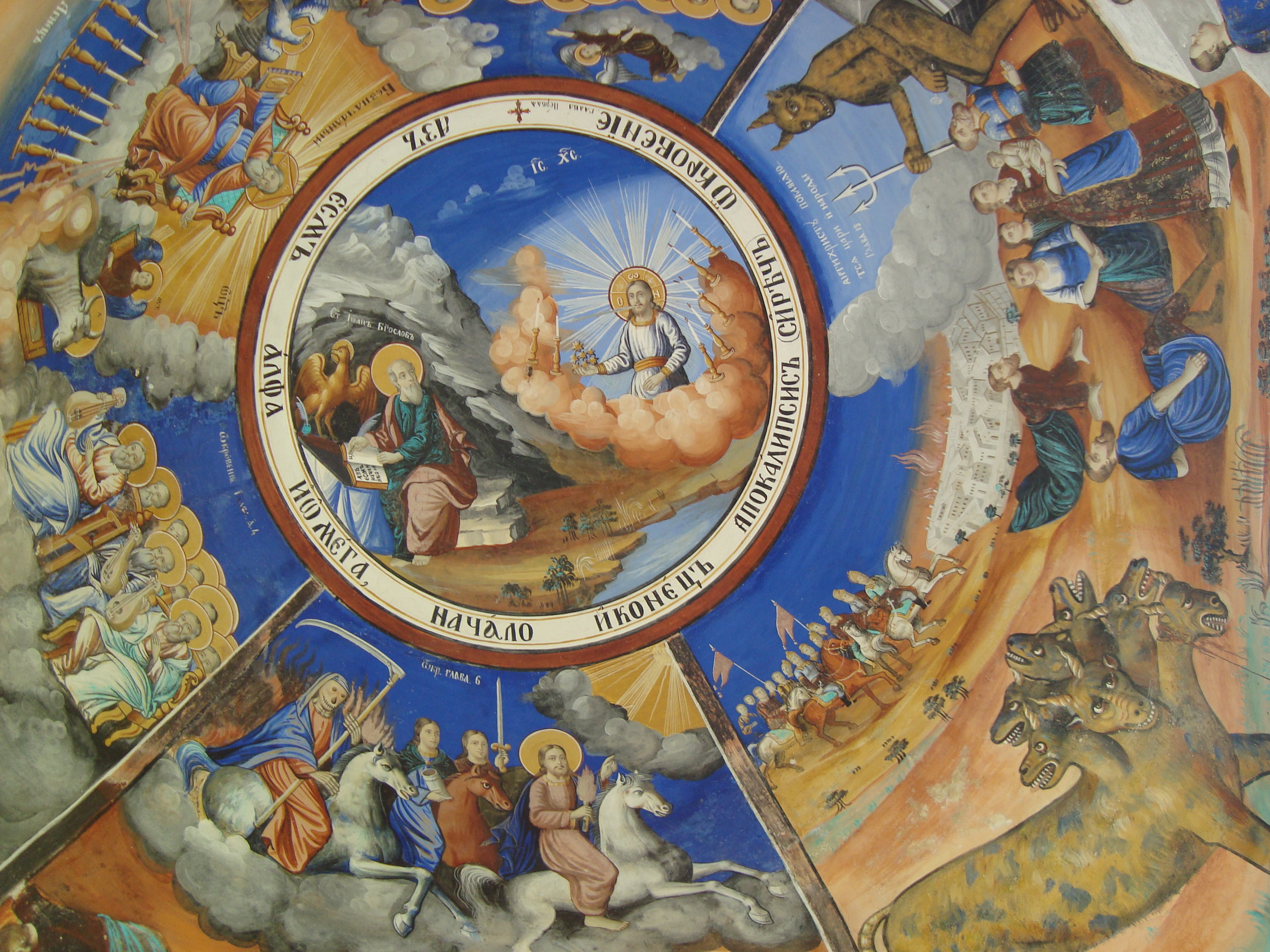
Fresque du monastère.